# Enrique Iglesias
Enrique Miguel Iglesias y Preysler hay Enrique Iglesias (phiên âm: ehn-REE-kay ee-GLAY-see-ahs) sinh ngày 8 tháng 5 năm 1975, là một ca sĩ nhạc pop Latinh, một nhạc sĩ người Mỹ gốc Tây Ban Nha. Anh là con trai của ca sĩ Julio Iglesias và Isabel Preysler. Tên tuổi của anh gắn liền với các ca khúc như "Bailamos", "Be With You", "Hero", "Escape", "Do You Know? (The Ping Pong Song)"...
Sự nghiệp của Iglesias bắt đầu với hãng thu âm Indie Fonovisa, nơi giúp anh trở thành một nghệ sĩ nổi tiếng ở khu vực Mỹ Latinh và ở Mỹ với số lượng album tiếng Tây Ban Nha tiêu thụ nhiều hơn bất kỳ ca sĩ nào khác trong cùng thời gian. Để tiếp tục phát triển sự nghiệp của mình ở các quốc gia nói tiếng Anh trên thế giới, Iglesias đã ký hợp đồng 48 triệu USD với hãng thu âm mới Universal Music Group để giúp anh phát hành những album hai ngôn ngữ: tiếng Tây Ban Nha thông qua hãng Universal Music Latino và tiếng Anh thông qua hãng Interscope Records. Năm 2010, anh chia tay với Interscope Records và ký kết với Universal Music Group, Universal Republic.
Iglesias đã có 5 đĩa đơn đứng trong top năm bảng xếp hạng Billboard Hot 100, trong đó có hai đĩa đơn đứng đầu. Anh giữ kỷ lục về sản xuất 22 đĩa đơn tiếng Tây Ban Nha đứng đầu bảng xếp hạng Billboard Hot Latin Tracks. Tính đến khi phát hành album mới nhất của mình, Euphoria, năm 2010, anh đã bán được hơn 100 triệu album bằng tiếng Anh và tiếng Tây Ban Nha. Anh cũng có 8 bài hát đứng đầu bảng xếp hạng Billboard's Dance, nhiều hơn bất kì nghệ sĩ nam khác. Tổng cộng Enrique Iglesias tích lũy được 52 bài hát đứng đầu nhiều bảng xếp hạng khác nhau.

## Cuộc đời và sự nghiệp

### Thời thơ ấu
Enrique Iglesias sinh ngày 8 tháng 5 năm 1975 tại thành phố Madrid, Tây Ban Nha trong một gia đình có truyền thống âm nhạc. Cha anh là Julio Iglesias, có gốc Tây Ban Nha và Do Thái. Mẹ anh là Isabel Preysler, một người Tây Ban Nha gốc Philippines được biết đến với vai trò là nhà báo, người mẫu và người dẫn chương trình truyền hình. Chị cả của anh, Chabeli Iglesias, nối nghiệp mẹ và trở thành một nhà báo tại Washington D.C. còn người anh thứ Julio Iglesias Jr. thì nối nghiệp cha để trở thành ca sĩ. Song sự nghiệp âm nhạc của Julio Iglesias Jr. lại không thành công bằng người em út Enrique Iglesias của mình.
Năm 1978, Julio chính thức li hôn với Isabel và một năm sau đó, ông quyết định chuyển đến Miami, Florida định cư để tập trung cho sự nghiệp. Đến năm 1990, ông mới kết hôn với người mẫu Hà Lan Miranda Rijnsburger và có với nhau năm người con Miguel Alejandro, Rodrigo, Cristina, Victoria, Guillermo Iglesias. Còn về phần Isabel, năm 1980 bà tái hôn với Carlos Falcó sinh ra Tamara Falcó rồi kết thúc cuộc hôn nhân một cách nhanh chóng. Vài năm sau, bà tiếp tục tái hôn lần nữa với nhà tài chính Miguel Boyer sinh ra Ana Boyer và sống hạnh phúc với nhau cho đến nay. Đó là lý do tại sao Enrique có rất nhiều anh chị em trên khắp thế giới.
Năm 1983, Enrique và người anh trai Julio Jr. được Isabel chuyển sang Mỹ sinh sống dưới sự chăm sóc của cha và ông nội Dr. Julio Iglesias Puga vì Isabel e ngại rằng hai cậu bé này ngày càng bộc lộ những tính cách tương tự với cha mình. Cho nên tuy lớn lên ở Madrid nhưng việc học tập và sinh hoạt của Enrique diễn ra chủ yếu tại Miami, Florida. Đó cũng là nơi gắn liền với những năm tháng tuổi thơ của anh.
Năm 1993, Enrique tốt nghiệp phổ thông trường Gulliver Preparatory và học tiếp đại học tại trường Đại học Miami. Nhưng việc học của anh đã phải bỏ dở bởi Enrique đã quyết tâm dành hết cuộc đời của mình cho âm nhạc. Anh không hề muốn cha mình biết chuyện nên khi đăng ký thu âm demo cho các hãng đĩa, anh thường lấy tên là Enrique Martinez cho cùng họ với người quản lý Fernan Martinez của anh. Anh cũng không muốn sử dụng cái họ nổi tiếng đó làm đà cho sự nghiệp phát triển mà theo anh, cái quan trọng chính là nỗ lực bản thân. Chính nhờ sự nỗ lực không ngừng ấy, Enrique đã có được một hợp đồng thu âm với hãng đĩa Fonovisa và không lâu sau đó, anh đến Toronto, Canada để thực hiện album đầu tay. Điều đó có nghĩa là sự nghiệp âm nhạc của Enrique đã chính thức bắt đầu.

### 1995-1998: Thành công tại khu vực Mỹ Latin
Ngày 12 tháng 7 năm 1995, Iglesias phát hành album tiếng Tây Ban Nha đầu tay mang tên mình Enrique Iglesias tập hợp các ca khúc Latin pop pha lẫn nhạc rock nhẹ và ballad. Album thắng lớn tại thị trường Mỹ Latin khi hơn 500.000 bản được tiêu thụ hết sạch chỉ trong tuần đầu tiên phát hành. Năm đĩa đơn "Si Tú Te Vas", "Experiencia Religiosa", "Por Amarte", "No Llores Por Mí", "Trapecista" lần lượt đứng đầu bảng xếp hạng Billboard Hot Latin Tracks còn "Muñeca Cruel" thì đạt vị trí #1 tại México. Enrique Iglesias bán được khoảng 1,5 triệu bản tại Mỹ và 4,3 triệu bản trên toàn thế giới, góp phần đem về cho Iglesias giải Grammy đầu tiên trong sự nghiệp của mình ở hạng mục "Album Latin pop xuất sắc nhất" tại Grammy 1997.
Ngày 28 tháng 1 năm 1997, để tiếp nối thành công của album đầu tay, Iglesias cho phát hành album tiếng Tây Ban Nha thứ hai Vivir và tiếp tục gặt hái được những thành công tương tự. Có tám bài hát trong album được trích làm đĩa đơn trong đó ba đĩa đơn "Enamorado Por Primera Vez", "Sólo en Ti" và "Miente" đã đứng đầu bảng xếp hạng Billboard Hot Latin Tracks. Để ra sức quảng bá và tiếp thị album, ngoài việc biểu diễn tại các sân khấu và sân vận động lớn, Iglesias đã hợp tác với các nghệ sĩ lớn như Elton John, Bruce Springsteen và Billy Joel mở một tour diễn vòng quanh 16 quốc gia châu Mỹ. Tour diễn thành công rực rỡ với hơn 130.000 lượt người xem mỗi show, góp phần tăng vọt số lượng tiêu thụ Vivir với khoảng 1,5 triệu bản tại Mỹ và hơn 2,8 triệu bản trên toàn thế giới. Album không những thành công về mặt thương mại mà còn được đánh giá cao về mặt nghệ thuật khi đem về cho Iglesias một đề cử tại Grammy 1998 tiếp tục ở hạng mục "Album Latin pop xuất sắc nhất". Ngoài ra, Vivir còn góp phần đem về cho anh một đề cử tại American Music Award 1998 ở hạng mục "Ca sĩ Latin được yêu thích nhất". Tuy phần thắng thuộc về cha anh Julio Iglesias nhưng Iglesias cũng đã làm người hâm mộ hài lòng với màn trình diễn ca khúc "Lluvia Cae" tại đêm trao giải.
Ngày 22 tháng 9 năm 1998, album tiếng Tây Ban Nha thứ ba Cosas del Amor của Iglesias chính thức được xuất xưởng. Tuy vẫn sử dụng dòng nhạc Latin pop quen thuộc làm chủ đạo nhưng album lần này được chọn lọc, phối khí với một phong cách Iglesias già dặn và trưởng thành hơn so với hai album trước. Chỉ có vỏn vẹn hai bài hát "Esperanza" và "Nunca Te Olvidaré" được trích làm đĩa đơn nhưng cả hai đều lần lượt đứng đầu bảng xếp hạng Billboard Hot Latin Tracks liên tiếp nhiều tuần liền, giúp giữ vững và càng làm tăng thêm phong độ của Iglesias trên thị trường Mỹ Latin. Iglesias tiếp tục mở một tour diễn dài hơi gồm 80 show vòng quanh thế giới do McDonald's tổ chức. Tour diễn được phát sóng lần đầu tiên trên đài truyền hình Acapulco, México nhận được phản hồi rất tốt của khán giả giúp làm tăng lượng tiêu thụ Cosas del Amor với khoảng 800.000 bản tại Mỹ và 2,1 triệu bản trên toàn thế giới. Album góp phần đem về cho Iglesias một giải thưởng tiếp tục tại American Music Award 1999 và vẫn ở hạng mục "Ca sĩ Latin được yêu thích nhất", đánh bại hai ca sĩ Latin nổi tiếng Ricky Martin và Los Tigres del Norte. Iglesias cũng được nhớ đến tại đêm trao giải với màn trình diễn ca khúc "Nunca te Olvidaré" ấn tượng và trưởng thành hơn so với "Lluvia Cae" năm 1998.

### 1999-2003: Thành công trên toàn thế giới
Iglesias và Ronald McDonald năm 1999. Chuyến lưu diễn Cosas del Amor của anh lấy cảm hứng từ McDonald's.]]
Năm 1999, Iglesias được mời thu âm bài hát "Bailamos" cho album nhạc phim Wild Wild West của hãng Warner Bros. do Will Smith đóng chính. Ngày 23 tháng 8, "Bailamos" được chính thức trích làm đĩa đơn và trở thành một hit đột phá khi 2 tuần đạt vị trí #1 trên Billboard Hot 100 cùng nhiều quốc gia khác trên thế giới. Thành công của bài hát đã giúp Iglesias được nhiều hãng đĩa danh tiếng chú ý. Sau nhiều lần lựa chọn, Iglesias đã quyết định ký hợp đồng 48 triệu USD với Universal với điều kiện hãng đĩa sẽ giúp anh phát hành album tiếng Anh thông qua hãng Interscope.
Ngày 23 tháng 11 năm 1999, sau hai tháng thu âm miệt mài, Iglesias đã cho phát hành album tiếng Anh đầu tay mang tên mình Enrique sử dụng dòng nhạc pop đương đại mang âm hưởng Latin làm chủ đạo. Đĩa đơn "Be With You" tiếp nối thành công của "Bailamos" khi đạt vị trí #1 trên Billboard Hot 100 3 tuần liên tiếp. Các đĩa đơn khác gồm "Rhythm Divine", "Sad Eyes", "You're My#1" và bản song ca với diva nổi tiếng Whitney Houston "Could I Have This Kiss Forever" đều đạt được thành công nhất định, giúp Enrique bán được khoảng 3 triệu bản tại Mỹ và 7,5 triệu bản trên toàn thế giới.
Mặc dù nhiều ca sĩ Latin rất lo ngại về lượng đĩa bán ra thấp tại thị trường tiếng Anh nhưng Iglesias vẫn dũng cảm thực hiện tiếp tục album tiếng Anh thứ hai Escape phát hành ngày 30 tháng 10 năm 2001. Đĩa đơn đầu tiên "Hero" trở thành một hit lớn khi đạt vị trí #1 tại 17 quốc gia và nằm trong Top 3 của 43 nước khác trên thế giới. Các đĩa đơn khác gồm "Escape", "Love to See You Cry, "Don't Turn Off The Lights", "Maybe" và bản song ca với danh ca Lionel Richie "To Love a Woman" đều đồng loạt lọt vào Top 20 ở hầu hết các quốc gia, giúp Escape trở thành album có số lượng tiêu thụ cao nhất trong sự nghiệp của Iglesias với 3.5 triệu bản được bán ra tại Mỹ và hơn 14.5 triệu bản trên toàn thế giới. Lợi dụng thành công của album, Iglesias cho mở tour diễn One-Night Stand World Tour gồm 50 show vòng quanh 16 quốc gia thế giới bắt đầu từ cuối năm 2001 và kết thúc tại San Juan, Puerto Rico vào mùa hè năm 2002. Tour diễn vô cùng thành công khi lượng vé mỗi show bán hết sạch và được kênh MTV của România mua bản quyền chính thức phát sóng trong suốt thời gian tour diễn diễn ra.
Anh còn là khách mời trong phim nổi tiếng của Robert Rodriguez: Once Upon a Time in Mexico (Một thời ở Mexico) trong vai Lorenzo.
2003–2006: 7

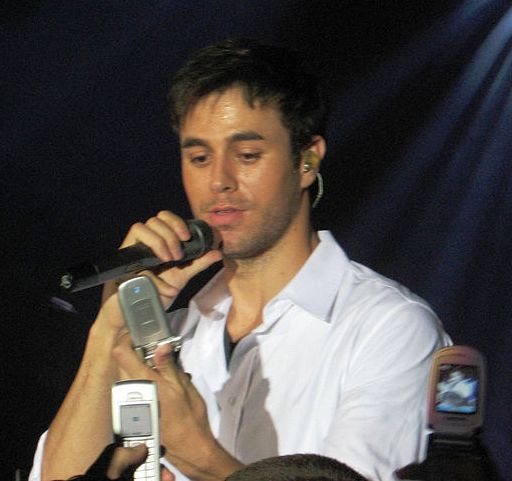
Enrique Iglesias biểu diễn tại Tel Aviv, Israel tháng 8 năm 2007.

Năm 2003, Iglesias phát hành album thứ bảy, gọi là 7, album thứ 2 đồng sáng tác bởi Iglesias. Ý tưởng lấy từ những năm 80s, "Roamer" ra đời, anh viết cùng với bạn của mình - một nghệ sĩ guitar lâu năm, Tony Bruno. Đĩa hát cũng bao gồm cả "Be yourself", một bài hát về sự độc lập (Điệp khúc nói về việc bố mẹ Iglesias chưa từng nghĩ rằng anh sẽ thành công trong con đường ca hát). Single đầu tiên là "Addicted", sát với remix của "Not In Love", hát cùng Kelis.
Với album này, Iglesias bắt đầu chuyến lưu diễn thế giới lớn nhất của mình. Chuyến lưu diễn bắt đầu với 12 buổi diễn tại Mĩ và kết thúc khi Iglesias hát tại Houston Rodeo và một vài nước khác, hầu hết là những nước anh chưa từng ghé thăm, Úc, Ấn Độ, Ai Cập và Singapore trước khi kết thúc chuyến lưu diễn tại Nam Phi.
2007-2009: Insomniac và Greatest Hits
Iglesias phát hành album mới Insomniac vào ngày 12 tháng 6 năm 2007. Album được đặt tên như vậy vì nó được thu âm chủ yếu vào ban đêm. Album có phong cách pop hiện đại nhiều hơn các album trước đó. Các điểm nhấn của album là "Push", với rapper Lil’ Wayne, "Ring My Bells", và "Tired of Being Sorry" cover lại từ Ringside.
Single đầu tiên "Do You Know? (The Ping Pong Song)" ra mắt ngày 10 tháng 4 năm 2007. Nó là bài hát của Iglesias đứng ở vị thứ cao nhất ở Hot 100 kể từ "Escape", nó còn nằm trong top 10 ở châu Âu; bản Tây Ban Nha "Dímelo" đạt #1 ở Hot Latin Tracks trong 12 tuần và là bài hát thành công nhất của anh trong bảng xếp hạng này.
Iglesias tiếp tục với bản ballad "Somebody's Me", được phát hành như là một đĩa đơn tại châu Mĩ. Bài hát được phát rộng rãi trên đài phát thanh AC và đạt vị trí cao trên Billboard's Hot AC, bản tiếng Tây Ban Nha cũng được thể hiện rất tốt. Tại châu Âu, single thứ hai "Tired of Being Sorry", được diễn tốt ở nhiều quốc gia, sau đó anh thu âm một bản khác với ca sĩ người Pháp Nâdiya, nó #1 ở Pháp trong 1 tuần.
Ngày 4-7, Enrique Iglesias trở thành ca sĩ châu Âu đầu tiên diễn tại Syria trong ba thập kỉ, bán cháy vé cho 10,000 người tại thủ đô Damascus và cũng trong tuần đó, diễn tại Live Earth.
Chuyến lưư diễn thế giới Insomniac đến tận Dome - Johannesburg – Nam Phi, nơi kết thúc chuyến lưu diễn và khiến anh có phạm vi hoạt động khắp châu Âu. Đó là chuyến lưư diễn đầu tiên của anh ở Vương quốc Anh với địa điểm diễn là Manchester's MEN Arena và Wembley Arena. Chuyến đi kết thúc khi Iglesias diễn tại L.A. Live. Anh đã đi xuyên suốt châu Mĩ Latin từ Mexio đến Argentina.
"Push" được đưa vào phần nhạc phim của Step Up 2 the Streets. Bài hát được coi như là đĩa đơn thứ ba của album. Video nhạc của nó có mặt các diễn viên chính của phim. Dù cho chưa bao giờ chính thức được bổ sung để phát thanh, nó đã leo lên bảng xếp hạng của nhiều nước và là một trong những bài hát được fan yêu thích nhất.
Can You Hear Me" được chọn là bài hát chính thức cho giải đấu bóng đá UEFA Euro 2008. Anh diễn trực tiếp vào 29-6 tại Viên – Áo. Bài hát được phát hành ở vài nước.
Enrique phát hành album Spanish Greatest Hits vào ngày 25 tháng 3 năm 2008, bao gồm 17 bài hát #1 ở Hot Latin Tracks, cộng thêm 2 bài mới. Đĩa đơn đầu tiên là "Dónde Están Corazón", viết bởi ngôi sao Argentina Coti và trở thành bài hát #1 thứ 18 của Enrique ở Billboard's Hot Latin Songs. Album đạt vị trí #1 tại Billboard's Latin Album Charts và #1 tại Billboards top 200 Album. Nó là album thứ hai của Enrique nằm trong top 20 của Billboards Top 200 Albums (Quizás đạt #1 năm 2002). Album đã được chứng nhận là đĩa bạch kim đôi tại Mĩ và tại một số nước Mĩ Latin.
Đĩa đơn thứ hai là Lloro Por Ti bản chính thức hát với Wisin y Yandel cũng đạt #1. Iglesias đi lưu diễn ở Mĩ. Bắt đầu tại Laredo, Texas và kết thúc tại Izod Center ở New Jersey, hầu hết là đi chung với ban nhạc Aventura – từng hát "Lloro Por Ti" với anh tại Premios Juventud.
Iglesias bất ngờ diễn tại lễ trao giải Lo Nuestro, mở đầu màn diễn với "Dónde Están Corazón" và "Dimelo". Anh còn diễn tại lễ trao giải Billboard Latin Music Awards, nơi anh nhận được một giải thưởng đặc biệt.
Sau thành công của Spanish Greatest Hits, Iglesias phát hành hit tiếng Anh mới vào 11-11. Album bao gồm "Can You Hear Me" và hai bài hát mới. Đĩa đơn đầu tiên là "Away" hát với Sean Garrett và tiếp sau đó là "Takin' Back My Love" với Ciara.
Album bao gồm các hit tiếng Anh như là "Bailamos", "Hero", "Be With You", "Not In Love" và "Escape" đạt vị trí cao tại nhiều bảng xếp hạng Billboard (có cả Hot 100); Rhythm Divine, Tired Of Being Sorry và Do You Know (The ping pong song) cũng có trong bảng xếp hạng châu Âu.
Sau sự kết hợp thành công với Nadiya, Iglesias thu âm bài hát thứ hai hát với cô "Miss you".
Album đạt #3 tại The Official Uk Album Chart và bán được hơn 80,000 bản chỉ trong 2 tuần.
Enrique đã thắng 2 giải ở World Music Awards: "World's Best Selling Latin Performer" và "World's Best Selling Spanish Artist" tại lễ kỉ niệm ở Monaco ngày 9 tháng 11 năm 2008.
2010: Euphoria
ngày 5 tháng 7 năm 2010, Iglesias phát hành album thứ 9, Euphoria, tác phẩm đầu tiên dưới nhãn Universal Republic. Đây là album song ngữ đầu tiên của anh với 7 bài hát tiếng Anh và 6 bài hát tiếng Tây Ban Nha.
Iglesias làm việc với 3 nhà sản xuất anh từng hợp tác trước đó: RedOne, Mark Taylor và Carlos Paucer. Album có mặt Akon, Usher, Nicole Scherzinger, Pitbull, Juan Luis Guerra và Wisin y Yandel – lần thứ 3 cùng hát.
Đĩa đơn tiếng Anh đầu tiên "I Like It" hát cùng rapper Pitbull, phát hành ngày 3 tháng 5 năm 2010 tại Mĩ và thành công, đạt #4 tại Billboard Hot 100. Sau nhiưều tuần trên bảng xếp hạng, nó đạt #1 tại Billboard Hot/Dance Club Play, bài hát thứ bảy đạt #1 tại bảng xếp hạng này.
"Cuando Me Enamoro" phát hành như là một đĩa đơn Tây Ban Nha của album. Bài hát #8 và #25 tại U.S Latin Pop Songs và U.S. Hot Latin Songs. Bài hát trở thành bài hát thứ 25 của anh nằm trong top 10 tại U.S. Billboard Hot Latin Songs và sau 4 tuần kể từ ngày phát hành, nó là bài hát thứ 21 đạt #1 của anh tại bảng xếp hạng này.

## Danh sách đĩa hát
| - 1995: Enrique Iglesias - 1997: Vivir - 1998: Cosas del Amor - 2002: Quizás - 2010: Euphoria - 2014: Sex and Love | - 1999: Enrique - 2001: Escape - 2003: 7 - 2007: Insomniac | - 1998: Remixes - 1999: Bailamos Greatest Hits - 1999: The Best Hits - 2008: Enrique Iglesias: 95/08 Exitos |